# Greatest Hits (album, Neil Young)
Greatest Hits je kompilační album kanadského hudebníka Neila Younga. Vydáno bylo v roce 2004 společností Reprise Records a obsahuje nahrávky z let 1969 až 1992. Jedenáct písní z desky bylo vydáno již na Youngově první kompilaci Decade (1977). Umístilo se na 27. příčce americké hitparády Billboard 200 a v této zemi se stalo zlatým. V některých zemích, včetně Nového Zélandu a Irska, dosáhlo platinového ocenění.

## Seznam skladeb
| Pořadí | Název                           | Autor                 | Původní album                          | Délka |
| ------ | ------------------------------- | --------------------- | -------------------------------------- | ----- |
| 1.     | Down by the River               | Neil Young            | Everybody Knows This Is Nowhere (1969) | 9:20  |
| 2.     | Cowgirl in the Sand             | Young                 | Everybody Knows This Is Nowhere (1969) | 10:08 |
| 3.     | Cinnamon Girl                   | Young                 | Everybody Knows This Is Nowhere (1969) | 3:02  |
| 4.     | Helpless                        | Young                 | Déjà vu (1970)                         | 3:40  |
| 5.     | After the Gold Rush             | Young                 | After the Gold Rush (1970)             | 3:48  |
| 6.     | Only Love Can Break Your Heart  | Young                 | After the Gold Rush (1970)             | 3:11  |
| 7.     | Southern Man                    | Young                 | After the Gold Rush (1970)             | 5:33  |
| 8.     | Ohio                            | Young                 | singl (1970)                           | 3:02  |
| 9.     | The Needle and the Damage Done  | Young                 | Harvest (1972)                         | 2:13  |
| 10.    | Old Man                         | Young                 | Harvest (1972)                         | 3:25  |
| 11.    | Heart of Gold                   | Young                 | Harvest (1972)                         | 3:09  |
| 12.    | Like a Hurricane                | Young                 | American Stars 'n Bars (1977)          | 8:23  |
| 13.    | Comes a Time                    | Young                 | Comes a Time (1978)                    | 3:07  |
| 14.    | Hey Hey, My My (Into the Black) | Young, Jeff Blackburn | Rust Never Sleeps (1979)               | 5:02  |
| 15.    | Rockin' in the Free World       | Young                 | Freedom (1989)                         | 4:44  |
| 16.    | Harvest Moon                    | Young                 | Harvest Moon (1992)                    | 5:03  |